# IV. Bonifác pápa
Szent IV. Bonifác (latinul: Bonifacius), (? – 615. május 25.) volt a történelem 67. pápája 608. szeptember 15-től. Csaknem kilenc hónapos interregnum után állhatott az újra egyközpontúvá alakult keresztény egyház élére. Pontifikátusát nem sorolhatjuk a legaktívabbak közé, Bonifác mégis fenntartotta Róma vezető szerepét az egyházban. Ezen felül zsinata megalapozta az angliai egyház kiépülését. Sok dolga akadt jótékonykodás terén is, ugyanis uralkodásának szűk hét éve alatt több természeti csapás is sújtotta Itáliát.

## Élete
Valeria városában született, az itáliai marsiai nép területén. Apját Jánosnak hívták, orvosként dolgozott, ezért családjukban a tudományok elhalványították a vallást, így Bonifác csak később fordult az egyház felé. Eleinte matematikát tanult, de iskolájában érdekelni kezdte a papi hivatás. Az ifjú Bonifác lelkesedésének meg is lett az eredménye, I. Gergely pontifikátusa alatt diakónus lett. A pápa egyik legfontosabb gazdasági tanácsosává vált, és a patrimóniumok, vagyis egyházi birtokok felügyeletére kiépített új rendszer vezetője, dispensator lett.
III. Bonifác halála után a római zsinat józan vezetőképessége miatt Bonifácot választotta meg egyházfőnek. 608. augusztus 25-én szentelték fel Róma püspökének. Uralkodása egyik alappillérének tartotta a jó kapcsolatok fenntartását Bizánccal. Így megválasztása után pár nappal levélben kereste fel Phocas császárt. A kialakult jó viszony uralkodása végéig fennállt. A kölcsönös tisztelet jó példája, hogy a császár Bonifácnak ajándékozta a római Pantheont. A pápa átalakíttatta az Agrippa tervei alapján Hadrianus korában emelt hatalmas templomot, és 609. május 13-án felszentelte azt. A Pantheon eredetileg Bosszúálló Jupiternek, Venusnak és Marsnak volt szentelve. Bonifác a pogány szentélyt Szűz Máriának és a vértanúknak ajánlotta.  A krónikák szerint több mint 28 kocsi hordta a vértanúk csontjait a katakombákból a templom főoltárába. A szent ereklyék a történelem során először kerülhettek olyan helyre, amely azelőtt pogány istenek tiszteletére épült.
Bonifác pontifikátusa alatt Rómába érkezett Mellitusz, London első püspöke, hogy megvitassa a pápával az újonnan alapított angol egyház ügyeit. Az egyházfő egy zsinaton fektette le a távoli vidék klerikus felépítését. Mellitus az örök városban több tanítást is végighallgatott, amely a szerzetesi életről és békéről szólt. A római látogatás végén megkapta a zsinat hivatalos iratait, és azzal indult vissza Britanniába. Ezen felül Bonifác levelet küldött Lőrincnek, Canterbury érsekének, Æthelberht wessexi királynak és az angol népnek is. Ezek mindegyikében az egyház és a hívek feladatait foglalta össze. Ezen kéziratok többségéről mára kiderült, hogy hamisítványok.
Uralkodása alatt újra felszínre került az itáliai papi vezetők bő fél évszázados vitája a konstantinápolyi zsinatról. Agilulf, a longobárdok királya rábeszélte Szent Kolumbánt, hogy írjon Bonifácnak egy éles hangvételű levelet, amelyben Rómát eretnekséggel vádolja, amiért elfogadta a három fejezet eltörlését. A levél azt követeli a pápától, hogy egy zsinaton tegyen hitesküt és ítélje el a konstantinápolyi zsinat döntéseit. A fenyegető levél azonban nem folyt bele túlságosan a három fejezet teológiai vitáiba, ezért aztán a levél által felvert por hamar elült Észak-Itália egyházmegyéiben és Rómában egyaránt. Szent Kolumbán pedig nem került szembe az Apostoli Szentszékkel.
Bonifác pápasága idején Itália földjét többször is sújtotta pestisjárvány, éhség vagy árvíz. A patrimóniumok bevételét mesteri igazgatással szedette be és osztotta szét a rászorulóknak. Végül 615. május 8-án halt meg egy kolostorban, amelyet Bonifác saját lakásából alakított át. Testét a Szent Péter-bazilika őrzi. Hamvait a történelem során többször is átszállították, míg a bazilika el nem nyerte végleges alakját. A katolikus egyház szentként tiszteli, ünnepnapját május 25-én tartják.
IV. Bonifác pontifikátusa alatt távol Rómától, Mekkában Mohamed prédikálni kezdett, ezzel megvetve az iszlám vallás alapjait.

## Művei
- Documenta Catholica Omnia (latin nyelven). (Hozzáférés: 2011. december 6.)